# Elektrohydrodynamica
Elektrohydrodynamica (EHD), electro-fluid-dynamics (EFD) of elektrokinetica, is de studie van de dynamica van elektrisch geladen vloeistoffen. Zo wordt er onder ander gekeken naar de beweging van verschillende geioniseerde deeltjes en of moleculen en hun interactie met het elektrisch veld en de omringende vloeistof.
De term kan soms als synoniem gezien worden voor het uitgebreidere elektrostrictieve hydrodynamica (ESHD). Dat beslaat de volgende types van deeltjes- en vloeistoftransportsystemen:
elektroforese, elektrokinese, diëlektroforese, elektro-osmose en elektrorotatie. In het algemeen beschrijft het het fenomeen waarbij directe omzetting van elektrische energie naar kinetische energie plaatsvindt, en vice versa.